# Тюлюс (нефтяное месторождение)
Тюлюс, Тюйлис — нефтяное месторождение расположено в Атырауской области Казахстана. Месторождение открыто в 1950 году.
Месторождение приурочено к черырёхкрылой солянокупольной структуре. Нефтеносность связана с отложениями средней юры.
Геологические запасы оцениваются в 47 тыс. тонн нефти.
Оператором месторождения является казахская нефтяная компания Разведка Добыча «КазМунайГаз». Добыча нефти 2010 году составила 3 тыс. тонн.